# Liste d'étoiles extrêmes
Cette liste d'étoiles extrêmes présente les étoiles connues ayant des caractéristiques extrêmes.

## Âge et distance
| Titre                | Objet            | Découverte | Valeur                         | Commentaire | Notes |
| -------------------- | ---------------- | ---------- | ------------------------------ | --- | ----- |
| Plus proche          | Soleil           | Antiquité  | 1 UA                           | Distance déterminée au IIIe siècle avant notre ère par Aristarque de Samos.                                    |       |
| Deuxième plus proche | Proxima Centauri | 1915       | 1,30 pc (~4,2 al)              | Également appelée Alpha du Centaure C, c'est l'étoile externe d'un trio actuellement le plus proche du Soleil. |       |
| Plus lointaine       | Étoiles de HD1   | 2022       | Décalage z = 13,3              | |       |
| La plus vieille      | HD 140283        | Avant 1912 | 13,77 ± 0,6 milliards d'années | (Voir aussi HE 0107-5240)                                                                                      |       |

### Âge et distance par type
| Titre                                           | Objet                               | Découverte | Valeur             | Commentaires                                        | Notes |
| ----------------------------------------------- | ----------------------------------- | ---------- | ------------------ | --------------------------------------------------- | ----- |
| Plus proche naine rouge                         | Proxima Centauri                    | 1915       | 1,30 pc, (4,24 al) |                                                     |       |
| Étoile de la séquence principale la plus proche | Proxima Centauri                    | 1915       | 1,30 pc (4,2 al)   |                                                     |       |
| Étoile compacte la plus proche                  | Sirius B                            | 1852       | 2,6 pc (8,6 al)    | C'est aussi la naine blanche la plus proche.        |       |
| Étoile à neutrons la plus proche                | RX J1856.5-3754                     | 2000       | 200 al, (~61 al)   |                                                     |       |
| Naine blanche la plus proche                    | Sirius B                            | 1852       | 2,6 pc (~8,6 al)   | C'est aussi la première naine blanche découverte,.  |       |
| Étoile éruptive la plus proche                  | Proxima Centauri (Alpha Centauri C) |            | 1,30 pc (4,2 al)   | α Cen C est aussi la plus proche.                   |       |
| Naine brune la plus proche                      | Luhman 16                           | 2013       | 2 pcbr(6,5 al)     | C'est un couple de naines brunes sans autre étoile. |       |

## Luminosité et puissance
| Titre                                   | Objet                        | Découverte | Valeur           | Commentaires | Notes                                      |
| --------------------------------------- | ---------------------------- | ---------- | ---------------- | --- | ------------------------------------------ |
| La plus lumineuse dans le ciel          | Soleil                       |            | m = −26,74       | |                                            |
| La deuxième plus lumineuse dans le ciel | Sirius (Alpha Canis Majoris) |            | m = −1,46        | Après le Soleil | Sans les événements ponctuels (supernovas) |
| La plus lumineuse événementielle        | Progéniteur de SN 1006       | 1006       | m = −7,5         | Supernova dont les restes sont catalogués comme PKS 1459-41.                                                                                    |                                            |
| La moins lumineuse                      |                              |            |                  | |                                            |
| La plus lumineuse                       | R136a1                       | 2010       | V = −12,5        | Avec environ 8 710 000 L☉, R136a1 est l’étoile la plus lumineuse connue, émettant plus d’énergie en quatre secondes que le Soleil en une année. |                                            |
| La plus lumineuse événementielle        | Progéniteur de GRB 080916C   | 2008       | V = −40          | L'explosion de l'étoile a provoqué un Sursaut gamma dont l'énergie équivaut à 9 000 supernovas.                                                 |                                            |
| L'étoile "normale" la moins lumineuse   | 2MASS J0523-1403             | 2013       | V = 20,6         | Si toutes les étoiles étaient vues à la même distance.                                                                                          |                                            |
| La plus énergétique                     | R136a1                       | 2010       |                  | |                                            |
| La plus énergétique événementielle      | Progéniteur de GRB 080916C   | 2008       |                  | |                                            |
| L'étoile "normale" la moins énergétique | 2MASS J0523-1403             | 2013       | L = 0,000 126 L☉ | |                                            |
| L'étoile "normale" la plus chaude       | WR 102                       |            | T = 210 000 K    | |                                            |
| L'étoile "normale" la moins chaude      | S Cassiopeiae                |            | T = 1 800 K      | |                                            |

### Luminosité et puissance, étoiles naines
| Titre                                       | Objet                                             | Découverte | Valeur      | Commentaires | Notes |
| ------------------------------------------- | ------------------------------------------------- | ---------- | ----------- | ------------ | ----- |
| Étoile dégénérée la plus chaude             | Naine blanche de la Nébuleuse de l'Araignée rouge |            | 300 000 K   |              |       |
| Étoile à neutron la plus chaude             |                                                   |            | > 100 000 K |              |       |
| Naine blanche la plus chaude                | Dans NGC6537 (Nébuleuse de l'Araignée rouge)      |            | 300 000 K   |              |       |
| Étoile PG 1159/Étoile GW Vir la plus chaude | RX J2117+3412                                     | 1999       | 170 000 K   |              |       |
| Naine brune la moins chaude                 | WISE 1828+2650                                    |            | ≤ 300 K     |              |       |

## Dimension et masse
| Titre                               | Objet           | Découverte | Valeur        | Commentaires | Notes                                                         |
| ----------------------------------- | --------------- | ---------- | ------------- | --- | ------------------------------------------------------------- |
| Plus grande dimension apparente     | Soleil          |            | 31,6′ – 32,7′ | Mesuré par Ératosthène au IIIe siècle av. J.-C., Thalès a donné une meilleure estimation. |                                                               |
| Plus grande dimension apparente     | R Doradus       | 1997       | 0,057 "       | Après le Soleil | Remplace Bételgeuse qui avait été la première à être mesurée. |
| Plus petite dimension apparente     |                 |            |               | |                                                               |
| La plus grande                      | Stephenson 2-18 |            | r = 2 150 R☉  | UY Scuti est si gigantesque que si la Terre avait le diamètre d'un ballon de plage de 20 cm, le Soleil mesurerait 22 m et UY Scuti aurait un diamètre d'environ 40 km.                            |                                                               |
| La plus petite                      | EBLM J0555-57Ab | 2017       | r = 0,084 R☉  | La plus petite étoile connue avec une masse suffisante pour permettre la fusion de l'hydrogène dans son noyau,.                                                                                   |                                                               |
| La plus massive                     | R136a1          | 2010       | 315 M☉        | Une masse d'environ 315 masses solaires en fait l'étoile la plus massive jamais observée. Avant cette découverte, les astrophysiciens pensaient que la masse stellaire maximale était de 150 M☉ . |                                                               |
| L'étoile "normale" la moins massive | VB 10           |            | 0,075 M☉      | |                                                               |

### Les naines les plus massives par type
| Titre                            | Objet          | Découverte | Valeur   | Commentaire | Notes                                         |
| -------------------------------- | -------------- | ---------- | -------- | --- | --------------------------------------------- |
| La plus massive naine brune      | PPl 15         | 1996       | 80 MJ    | Elle est à la limite entre une naine brune et une naine rouge,.                                                    |                                               |
| La plus massive étoile à neutron | PSR J1614-2230 | 2010       | 1,97 M☉  | Ce pulsar milliseconde est plus grand que la limite théorique d'une étoile à neutron qui est de 1,5 masse solaire. | C'est aussi la plus massive étoile dégénérée. |
| La plus massive naine blanche    | RE J0317-853   | 1998       | 1,35 M☉, | |                                               |

## Vitesse
| Titre                                                  | Objet             | Découverte | Valeur        | Commentaires                                                | Notes |
| ------------------------------------------------------ | ----------------- | ---------- | ------------- | ----------------------------------------------------------- | ----- |
| Mouvement propre le plus important                     | Étoile de Barnard |            | 10,3 "/année, | C'est aussi la quatrième étoile la plus proche de la Terre. |       |
| Mouvement propre le moins important                    |                   |            |               |                                                             |       |
| Vitesse radiale la plus élevée                         |                   |            |               |                                                             |       |
| Vitesse radiale la plus basse                          |                   |            |               |                                                             |       |
| Mouvement particulier le plus élevé                    |                   |            |               |                                                             |       |
| Mouvement particulier le plus bas                      |                   |            |               |                                                             |       |
| Vitesse la plus élevée d'un étoile normale en rotation | VFTS 102          |            | 600 km/s      |                                                             |       |
| Vitesse la plus basse d'un étoile normale en rotation  |                   |            |               |                                                             |       |

## Systèmes d'étoiles
| Titre                                                  | Objet                                                                                  | Découverte                                                                             | Valeur                                                                                 | Commentaires                                                                           |
| ------------------------------------------------------ | -------------------------------------------------------------------------------------- | -------------------------------------------------------------------------------------- | -------------------------------------------------------------------------------------- | -------------------------------------------------------------------------------------- |
| Étoile unique dans un système                          | Majorité des cas                                                                       | Majorité des cas                                                                       | Majorité des cas                                                                       | Majorité des cas                                                                       |
| Système stellaire avec le plus grand nombre d'étoiles  | - Nu Scorpii - AR Cassiopeiae                                                          |                                                                                        | Système septuple                                                                       | Deux systèmes de 7 étoiles dans les catalogues 1997 MSC et 2008 MSC.                   |
| Étoiles orbitant le plus près l'une de l'autre         | Il existe un grand nombre d'étoiles binaires à contact, les étoiles étant très proches | Il existe un grand nombre d'étoiles binaires à contact, les étoiles étant très proches | Il existe un grand nombre d'étoiles binaires à contact, les étoiles étant très proches | Il existe un grand nombre d'étoiles binaires à contact, les étoiles étant très proches |
| Étoiles se trouvant sur l'orbite connue la plus grande | Ce sujet fait débat. WD 0806-661?                                                      | Ce sujet fait débat. WD 0806-661?                                                      | Ce sujet fait débat. WD 0806-661?                                                      | Ce sujet fait débat. WD 0806-661?                                                      |
| Système stellaire multiple le plus proche              | Alpha Centauri                                                                         | 1839                                                                                   | 1,30 pc (4,2 al)                                                                       | C'est l'un des premiers à avoir été mesuré.                                            |

### Systèmes d'étoiles par type
| Titre                                                               | Objet          | Découverte | Valeur     | Commentaires |
| ------------------------------------------------------------------- | -------------- | ---------- | ---------- | ------------ |
| Système stellaire ayant un trou noir avec la période la plus courte | MAXI J1659-152 | 2013       | 2,4 heures |              |